# 小矢部警察署
小矢部警察署（おやべけいさつしょ）は、富山県警察が管轄する警察署の一つである。識別章所属表示はOYである。将来的に砺波警察署及び南砺警察署との統合が計画されている。

## 所在地
- 小矢部市小矢部町6番5号

## 組織
- 署長（警視）
- 次長兼警務課長兼警備課長兼会計課長（警部） 
  - 警務課
    - 警務係、県民相談係

  - 会計課
    - 会計係

  - 警備課
    - 警備係

- 刑事生活安全課
  - 庶務係、生活安全係、刑事係、鑑識係
- 地域交通課
  - 地域総務係、自動車警ら係、企画送致係、指導係、事故捜査係

## 管轄区域
- 小矢部市（2006年4月までは西礪波郡福岡町も管轄区域であった）

## 沿革
- 1954年（昭和29年）7月1日：警察法改正により市警察から都道府県警察への統合がなされ、国家地方警察石動地区警察署が富山県石動警察署となる[2]。
- 1955年（昭和30年）8月10日（一部資料では10月20日[2]）：旧庁舎庁舎狭隘のため、上沼地区（現在の小矢部町6-5）に敷地860坪、木造2階建ての庁舎が竣工し、それまでの今石動地区にあった庁舎から移転[3][4][2]。
- 1963年（昭和38年）8月1日：前年の小矢部市の発足に併せ、小矢部警察署へ改称[2]。
- 1979年（昭和54年）5月9日：旧庁舎跡地に鉄筋コンクリート3階建て、総面積1,552m2、冷暖房完備の現庁舎が竣工。総工費は1億9335万円[3][5]（なお、同年3月30日とする資料もある[6]。）。
- 2005年（平成17年）11月1日：管内の西礪波郡福岡町が旧・高岡市と新設合併し、新・高岡市となった。
- 2006年（平成18年）4月1日：旧・福岡町を高岡警察署へ編入し、管轄区域は小矢部市のみとなる。
- 2024年（令和6年）2月15日：将来的な砺波警察署及び南砺警察署との統合に先立ち、署長、副署長、次長を除く警察官140人による3署兼務体制に移行[1]。

## 交番
なし

## 警察官駐在所
- 南谷警察官駐在所（小矢部市安楽寺219-1）
- 正得警察官駐在所（小矢部市道明247-1）正得地区・荒川地区を管轄。
- 宮島警察官駐在所（小矢部市横谷13-2）
- 北蟹谷警察官駐在所（小矢部市末友25-1）
- 若林警察官駐在所（小矢部市西中221）若林地区・松沢地区を管轄。
- 津沢警察官駐在所（小矢部市津沢656-1）
- 薮波警察官駐在所（小矢部市浅池673）薮波地区・東蟹谷地区を管轄。
- 水島警察官駐在所（小矢部水島202-1）

## 検問所
- 小矢部警察検問所（小矢部市安楽寺2150）